# Бартчак, Гжегож
Гже́гож Ба́ртчак (пол. Grzegorz Bartczak; 21 июня 1985, Легница) — польский футболист, защитник клуба «Проховице».

## Клубная карьера
Гжегож Бартчак начал заниматься футболом в своём родном городе Легница. Перед началом сезона 2002/03 он присоединился к клубу Экстракласы «Заглембе» из Любина. 3 августа 2002 года защитник дебютировал в Экстракласе в матче против «Погони» и в первом же матче отличился забитым голом. По результатам сезона «Заглембе» вылетел в Первую лигу, но уже через сезон команда вернулась в элиту.
Начиная с сезона 2004/05, Бартчак всё чаще стал выходить на поле и постепенно закрепился в основе. Сезон 2006/07 стал победным для его команды. В составе «Заглембе» Бартчак стал чемпионом страны и выиграл Суперкубок Польши. Осенью 2007 года Бартчак принимал участие в матчах квалификации Лиги чемпионов.
Летом 2011 года контракт футболиста с клубом закончился и Бартчак в качестве свободного агента подписал трёхлетний контракт с «Ягеллонией». Но уже в феврале 2012 года футболист расторг контракт с клубом с согласия сторон и присоединился к познаньской «Варте». В сентябре 2012 года из-за коррупционного скандала Дисциплинарный комитет PZPN наказал игрока шестимесячной дисквалификацией. После окончания срока дисквалификации Бартчак вернулся в родной город Легница, где присоединился к клубу «Медзь».

## Карьера в сборной
В 2017 году Гжегож Бартчак провёл две игры в составе сборной Польши.

## Достижения
«Заглембе» (Любин)
- Чемпион Польши: 2006/07
- Обладатель Суперкубка Польши: 2007